# 竹井詩織里 ベスト
『竹井詩織里 ベスト』（たけいしおり ベスト）は、竹井詩織里のベストアルバム。CDコードはGZCA-5122。

## 概要
歌手活動5周年及び自身の誕生日にリリースした初のベストアルバム。
全シングルタイトル曲に加え新曲3曲が収録された他、ボーナストラックとして「桜色」のアカペラバージョンが収録された。
なお、本作リリース以降、竹井の活動は確認されていない。

## 収録曲
1. 静かなるメロディー
  - 作詞：AZUKI七／作曲：大野愛果／編曲：小林哲
2. 君に恋してる
  - 作詞：AZUKI七／作曲：後藤康二／編曲：小林哲
3. 君を知らない街へ
  - 作詞：竹井詩織里／作曲：大野愛果／編曲：小林哲
4. つながり
  - 作詞：竹井詩織里／作曲：大野愛果／編曲：小林哲
5. 世界 止めて
  - 作詞：竹井詩織里／作曲：大野愛果／編曲：小林哲
6. 桜色
  - 作詞：AZUKI七／作曲：桂花／編曲：小林哲
7. きっともう恋にはならない
  - 作詞：AZUKI七／作曲：大野愛果／編曲：小林哲
8. Like a little Love
  - 作詞：AZUKI七／作曲：徳永暁人／編曲：小林哲
9. 夢のつづき
  - 作詞：竹井詩織里／作曲：後藤康二／編曲：小林哲
10. Cherish you
  - 作詞：竹井詩織里／作曲：吉木絵里子／編曲：大賀好修
11. hide & seek
  - 作詞：竹井詩織里／作曲：後藤康二／編曲：尾城九龍
12. 春が通り過ぎる
  - 作詞・作曲：竹井詩織里／編曲：古井弘人
13. 桜色 -a cappella ver.-

## 外部リング
- 「竹井詩織里 ベスト」SPECIAL SITE